# Energimärkning

Ny energimärkning för kylskåp

Energimärkning visar hur pass energikrävande en vara är. Energiklassen visas på en skala från A+++ till D, där A+++ är bäst, och med pilar från grönt till rött. För vissa varor finns energiklasserna A+, A++ och A+++, där A+++ använder minst energi.". Idag är det Statens Energimyndighet, STEM, som ansvarar för att energimärkningen efterföljs. Tidigare var det Konsumentverket som skötte den uppgiften. STEM ansvarar för att regler och förordningar efterföljs och utdömer vite om märkningen missköts.

## Varor som skall energimärkas
Vitvaror
- Kylskåp
- Frysskåp
- Ugnar
- Spisar
- Diskmaskiner
- Tvättmaskiner
- Torktumlare
- Luftkonditioneringsaggregat
- Luftvärmepumpar

Brunvaror
- TV-apparater

Byggnader
För byggnader gäller en särskild lagstiftning, Lag om energideklaration för byggnader (2006:985), som omfattar alla byggnader med vissa undantag.
- Byggnader med nyttjanderätt
- Specialbyggnader med en yta på mer än 1000 m²
- Övriga byggnader

Lampor
På varje förpackning skall finnas
- energieffektivitet A till G
- lumen
- watt
- brinntid i timmar(h)

Däck

Energiklasser för lampor

Från och med 1 november 2012 måste däck energimärkas med energieffektivitet, bullernivå och däckets våtgrepp.
- Däck till personbilar
- Däck till bussar
- Däck till lastbilar
- Gäller både sommardäck och vinterdäck (ej dubbdäck)

## Varor som kan energimärkas
Fönster
- Fönster energimärks på frivillig basis

Bilar
- Bilar energimärks på frivillig basis